# Мейдан (ипподром)

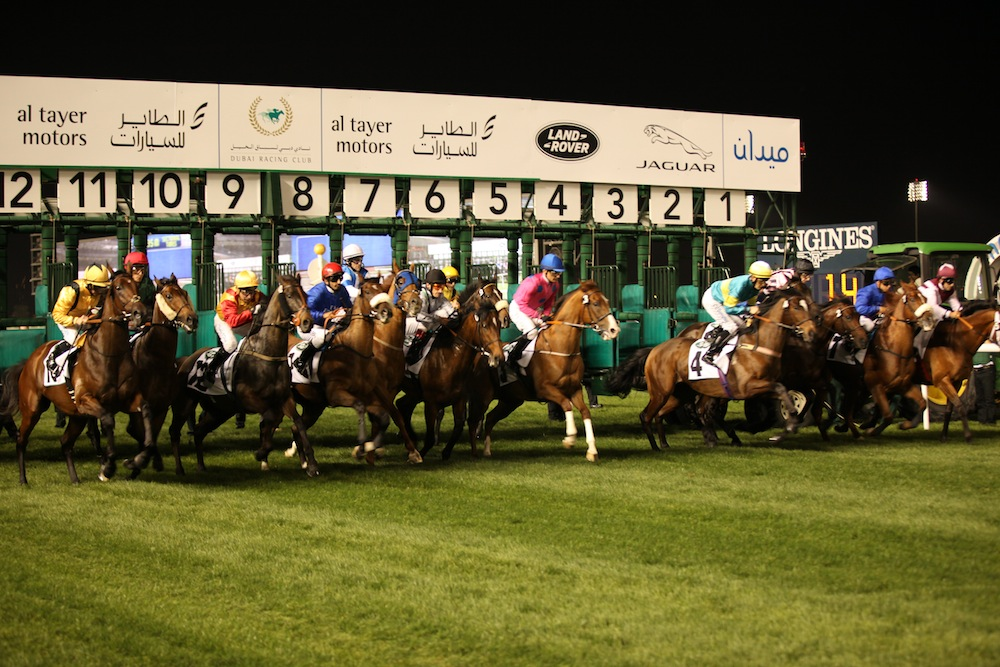
Скачки на Мейдане

Мейдан — ипподром в городе Дубай, расположенный на территории комплекса Мейдан-Сити.
Название происходит от арабского слова мейдан, означающего открытую площадку, площадь, парк. Официальное открытие состоялось 27 марта 2010 года, однако скачки проходили и раньше.

## Описание

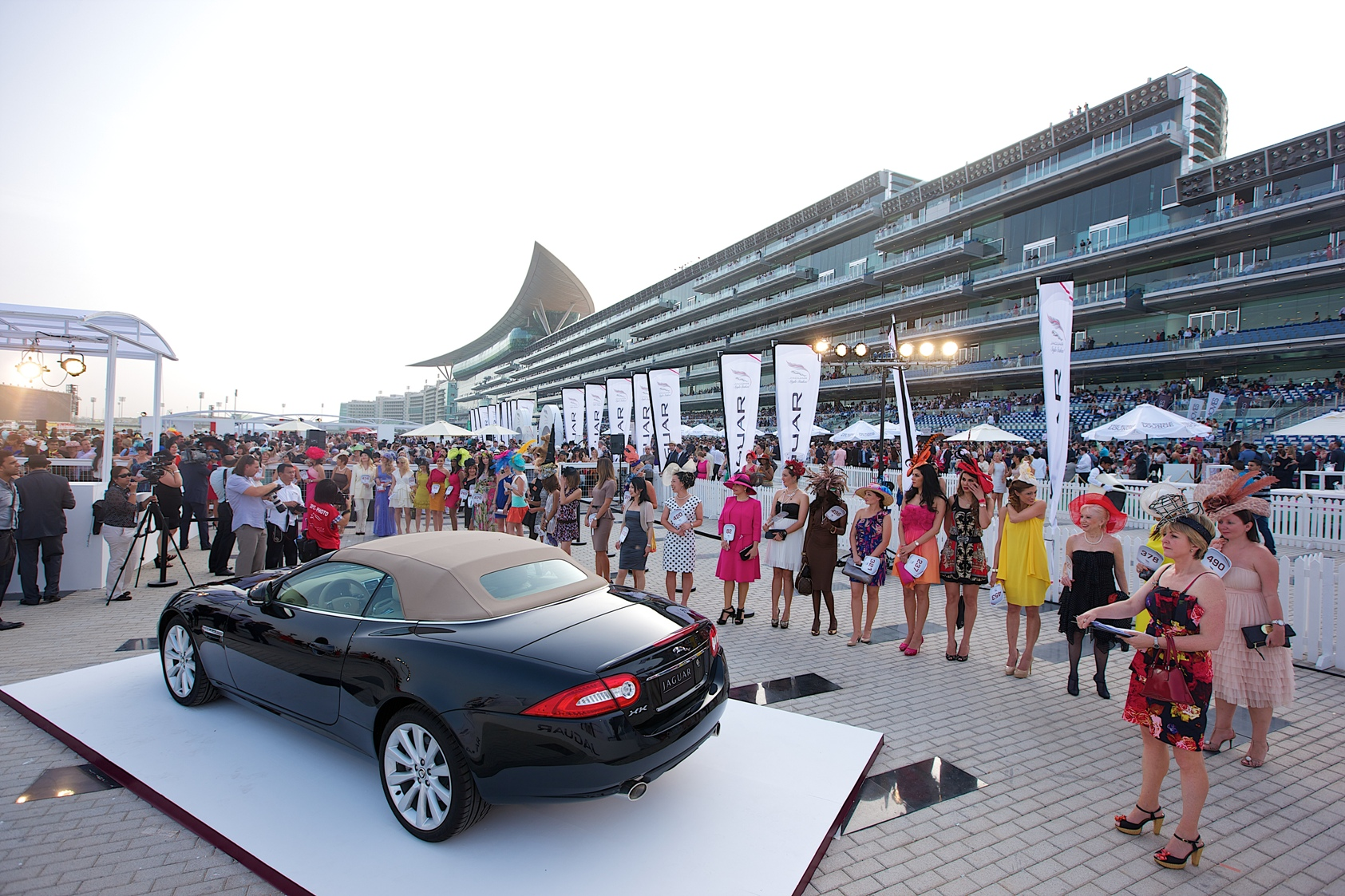
Вид на трибуны

Мейдан представляет собой комплекс непосредственно из самого ипподрома с трибунами, а также пятизвездочного отеля Meydan Hotel, IMAX кинотеатра на 585 зрителей, пристани для яхт, музея истории скачек, ресторанов и парковки на 8622 автомобиля. Здание отеля спроектировано таким образом, что 95 % всех окон выходит на скаковые дорожки. Крыша трибун выполнена в форме полумесяца и включает титановые вставки. Протяжённость внутренней всепогодной дорожки с искусственным покрытием составляет 1750 метров, внешней с травяным покрытием — 2400. Имеется тренировочный трек. Скачки проводятся с ноября по март в следующей последовательности: Зимние скачки, Международный Дубайский скаковой карнавал и Дубайский мировой кубок. В остальное время территория ипподрома используются для проведения частных либо общественных мероприятий и выставок.
Площадь всего комплекса 620 гектар. Стоимость строительства 2,72 миллиарда долларов. Мейдан построен для замены старого ипподрома Над Аль Шеба, закрытого в 2009 году.

## Рекорды

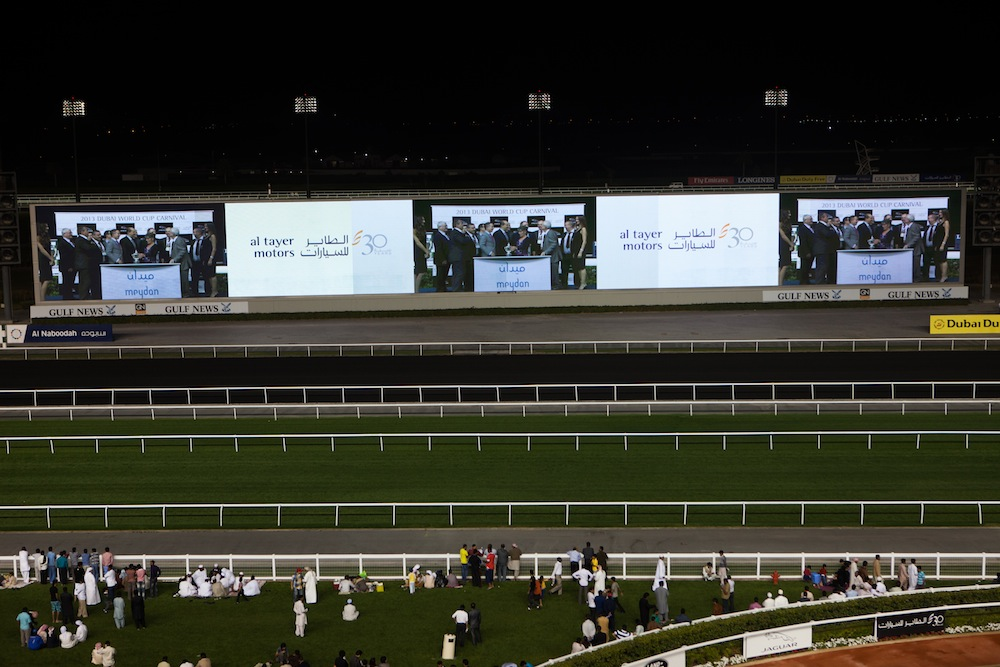
Один из самых больших в мире экранов

Как и ряд других современных проектов Дубая, Мейдан имеет свои рекорды. Ипподром является самым большим в мире как по вместимости (60 тысяч человек), так и по протяжённости скаковой дорожки с травяным покрытием (2,4 км). На ипподроме проходят скачки с самый дорогим призовым фондом размером 26,25 миллиона долларов — Дубайский мировой кубок. Приз за первое место в 2013 году составил 10 миллионов долларов. Мейдан является одним из самых длинных зданий мира, длина трибун равна 1,7 километра. Также на территории ипподрома установлен один из самых больших в мире LED экранов размером 110 на 10 метров.

## Факты
- Телеканал National Geographic посвятил одну из серий проекта Суперсооружения ипподрому Мейдан.
- В Арабских Эмиратах согласно нормам ислама действует запрет ставок на скачки. Призовые фонды формируется из денег, выделенных эмирами ОАЭ, спонсорами соревнований и полученных с продажи билетов.